# Maison de l'élan
La maison de l'élan (finnois : Hirvitalo) est un centre culturel et social situé dans le quartier de Tahmela à Tampere en Finlande.

## Présentation
Ouvert en 2006, l'édifice accueille le Centre d'art contemporain Pispala et l'Association culturelle Pispala.
La maison héberge une galerie, des espaces de travail et de vie sur trois étages, ainsi qu'une grande cour et une scène de spectacle qui permet l'organisation d'événements en plein air. 
La maison abrite également une bibliothèque d'art, un espace pour les groupes musicaux, un atelier de menuiserie, ainsi qu'un jardin pour l'agriculture de subsistance à petite échelle.

## Activités
Les activités les plus importantes de l'Hirvitalo sont des expositions temporaires d'art contemporain et des cours d'art. 
La maison accueille aussi,entre autres, des cercles de lecture, des lancements de livres, des cours de permaculture, des soirées vidéo et des ateliers de sérigraphie.
La maison du cerfs vise à fournir un espace culturel ouvert et gratuit. 
Les personnes intéressées peuvent créer des groupes de travail et faire des projets. 
Mikko Lipiäinen, l'ancien président de l'Association culturelle Pispala, compare la maison aux centres sociaux européens, qui ont souvent commence oar une occupation, et dont les activités ont pris le relais.